# Lipe Veloso
Lipe Veloso (7 de abril de 1997) es un futbolista brasileño que juega como centrocampista en el F. C. Torpedo Zhodino de la Liga Premier de Bielorrusia.

## Trayectoria

### Clubes
| Club                           | País        | Año       |
| ------------------------------ | ----------- | --------- |
| F. C. Tokyo                    | Japón       | 2017-2018 |
| F. C. Lviv                     | Ucrania     | 2019-2021 |
| F. C. Torpedo Zhodino (cedido) | Bielorrusia | 2020      |
| Riga F. C.                     | Letonia     | 2021-     |
| F. C. Torpedo Zhodino (cedido) | Bielorrusia | 2021-     |